# حسن ممدوحی

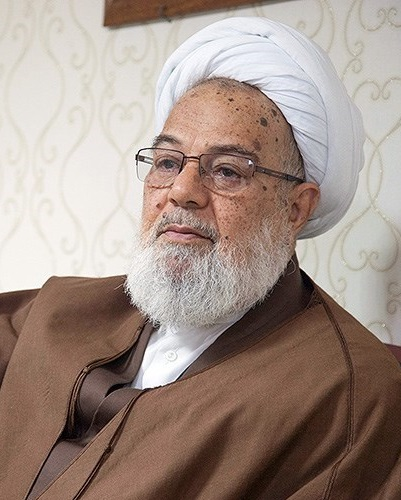
ممدوحی در مصاحبه با خبرگزاری تسنیم

حسن ممدوحی (متولد ۱۳۱۸ در کرمانشاه – درگذشته ۱ مهر ۱۳۹۹) نماینده کرمانشاه در دوره چهارم مجلس خبرگان رهبری و عضو جامعه مدرسین حوزه علمیه قم بود.

## زندگی‌نامه
حسن ممدوحی در سال ۱۳۱۸ در شهر کرمانشاه متولد شد.
پس از اتمام تحصیلات مقدماتی به تحصیل علوم دینی روی آورد که با مخالفت خانواده‌اش رو به رو شد. دروسِ دوره مقدمات را در قم به پایان رساند. با اتمام دوره "سطح" و ورود به دوره "خارج"، در کلاس فقه سید محمد محقق داماد شرکت کرد و مدت ۱۴ سال به درس سید محمدرضا گلپایگانی رفت. در این سال‌ها، برای تحصیل "اصول فقه" نیز به درس "خارج اصول" میرزا هاشم آملی" رفت. ممدوحی در سال‌های تحصیل خود، برای فراگرفتن علوم عقلی و حکمت، مدت‌ها در درس "اسفار" محمد حسین طباطبایی حاضر می‌شد و از شیوه‌های اخلاقی و برنامه‌های سیر و سلوک او بهره‌های فراوان می‌برد. با درگذشت طباطبایی، در درس" اسفار" و "فصوص الحکم" عبدالله جوادی آملی شرکت نمود و بعدها نزد حسن حسن‌زاده آملی رفت و سلوک عرفانی را نزد وی فرا گرفت.

## فعالیت‌های سیاسی
در آغازین سال‌های تشکیل جامعه مدرسین حوزه علمیه قم همکاری خود با جامعه مدرسین را آغاز کرد و در امور گوناگون به برنامه‌ریزی برای مبارزه با حکومت پهلوی پرداخت. وی در اماکن و شهرهای گوناگون سخنرانی‌های تندی علیه رژیم شاه انجام می‌داد و با شناخت هجمه‌های فرهنگی و ضرورت تلاش برای خنثی کردن شبهه‌های مارکسیسم و کمونیسم به تلاش برای آشنایی جوانان با مبانی اسلام و نقد دیدگاه‌های مکاتب التقاطی می‌پرداخت که گاه به دستگیری و بازداشت او نیز می‌انجامید.

## درگذشت
وی پس از یک دوره بیماری شامگاه سه‌شنبه در ۱ مهر ۱۳۹۹ درگذشت و در جوار ضریح حرم فاطمه معصومه به خاک سپرده شد.

## مواضع

### انتقاد از سفر کاترین اشتون
حسن ممدوحی در پی سفر کاترین اشتون به ایران در مارس ۲۰۱۴ و دیدار او با تعدادی از فعالان زن و مادر ستار بهشتی، اشتون را به عقربی گزنده تشبیه کرده بود که هرکجا برود دنبال گزیدن مردم آنجاست.

### انتقاد از فرجی‌دانا
وی در گفتگو با صبح توس گفت: دولت باید توجه بیشتر به وزارت علوم و دانشگاه‌ها داشته باشد.
وی با انتقاد شدید از عملکرد وزیر علوم، ابراز کرد: بنده اصلاً این وزیر علوم را قبول ندارم. ممدوحی همچنین ادامه داد: این وزیر باکی ندارد و هرچی بهش می‌گویند این کار تو دارای فساد است به‌جای اینکه تعلیم بگیرد و درست کند، بدترش می‌کند.
وی با بیان اینکه من گمان می‌کنم این نمی‌داند وزیر علوم یعنی چی، تصریح کرد: کارهایی هم که می‌کند خیلی کارهای مفیدی نیست.

### انتقاد از روشنفکرنماها
ممدوحی معتقد بود که جریان‌های روشنفکری در کشور جریان بسیار خطرناکی است. وی در گفتگویی گفته بود: «روشنفکرنماها از ابتدا مزاحم بودند و اجازه نمی‌دانند امور پیش برود».